# Family Album
Family Album es una miniserie de televisión de NBC de 1994 basada en la novela de 1985 del mismo nombre de Danielle Steel. Dirigida por Jack Bender, fue emitida en dos partes el 23 y 24 de octubre de 1994. El drama se centra en la cronología de la vida de una actriz de Hollywood que se convierte en una exitosa directora de cine en una época en la que la dirección estaba dominada por los hombres.

## Trama
A partir de 1951, Faye Price es una famosa actriz de Hollywood que, mientras entretenía a las tropas durante la Guerra de Corea,  se enamora de Ward Thayer, un rico heredero. Siete años después, se casan y tienen cuatro hijos. Ward pierde su trabajo y considera suicidarse, pero Faye se ofrece para empezar a actuar de nuevo. Originalmente, esto molesta a Ward, porque no le gustaba mudarse a Fairfax, California. En el set de su nueva película, el director y el productor se pelean y el director finalmente deja el set. Faye se ofrece a dirigir la escena ella misma. Al principio, nadie cree que pueda hacerlo, pero resulta que dirige la escena con mucho éxito. Pronto le ofrecen trabajos de dirección en series de televisión, incluyendo el Teatro Zane Grey. Mientras tanto, su vida hogareña es menos afortunada. Ward ha estado deprimido desde que quebró y ha comenzado una aventura. Cuando Faye lo descubre, lo echa inmediatamente de la casa. Sin embargo, pronto accede a darle otra oportunidad y deciden trabajar juntos en películas como director y productor. Su debut en el cine se convierte en un éxito de taquilla con críticas positivas y ella es contratada por  Universal.
Años después, sus hijos han crecido. Lionel es un estudiante, esperando ser fotógrafo algún día, Greg todavía está en la escuela y quiere ser jugador de fútbol, Valerie es una actriz que espera su gran oportunidad y Anne es la hermana menor tranquila. Greg admite que sus notas no son lo suficientemente buenas y que abandonó la escuela para unirse al ejército. Lionel sorprende a sus padres al admitir que es gay. Faye se sorprende, pero acepta la noticia. Ward, sin embargo, está indignado y lo excluye de su vida, prohibiendo a sus otros hijos que vuelvan a contactarlo. Anne está furiosa y decide huir. Faye está devastada, pero no puede permitirse dejar su trabajo y buscarla. Pronto, Greg anuncia que servirá para el ejército en Vietnam. Toda la familia se reúne para despedirse, pero Ward se niega a hablar con Lionel. Más tarde, Faye recibe una llamada de la policía, informándole que Anne ha sido arrestada por posesión de drogas. Faye la recoge y se sorprende al saber que está embarazada. Ward la convence de que intente hacerla renunciar a su hijo. Anne llora después de dar a luz, pero a regañadientes acepta dar el bebé en adopción.
La tragedia llega a la familia Thayer cuando se anuncia que Greg murió en Da Nang,  sólo unos días antes de que se declarara la paz. En el funeral, Ward finalmente reconoce a su ahora único hijo Lionel, pero aún tiene problemas para aceptar que es gay. Mientras tanto, Faye es nominada a un Oscar. Valerie está celosa del éxito de su madre y se pelean cuando anuncia que abandonó la  UCLA por el papel principal en una película de terror barata, para la que se le exige ir desnuda. La nominación al Oscar le quita todo el tiempo a Faye. Esto hace que Anne se sienta muy descuidada y empieza a pasar mucho tiempo en casa de su amiga. Durante este tiempo, se vincula con el padre de esta familia, Bill O'Hara. Faye finalmente decide perdonar a Ward y se reúnen. Pronto, la familia Thayer se enfrenta a una segunda tragedia, cuando Lionel y su novio John tienen un accidente de coche. Lionel sobrevive, pero John muere. Tiene problemas para lidiar con su pérdida y pasa todo el tiempo trabajando como fotógrafo.
Más tarde, Anne molesta a sus padres al admitir que está saliendo con el mucho mayor Bill. Ward se enfurece y confronta a Bill con el hecho de que está viendo a una chica de 17 años. Sin embargo, Anne y Bill siguen decididos a casarse y no pasa mucho tiempo antes de que ella vuelva a quedar embarazada. Mientras tanto, Valerie consigue por fin su gran oportunidad, cuando le dan el segundo papel principal en el nuevo proyecto cinematográfico de su madre. El protagonista, George Waterson, al principio la trata mal, porque piensa que es una actriz horrible. Sin embargo, ella finalmente se gana su corazón y comienzan una relación secreta. Lionel también encuentra el amor, con Paul Steel, un actor drogadicto que fue despedido recientemente. Al final, la película dirigida por Faye y protagonizada por Valerie se convierte en un gran éxito y Val disfruta de su estrellato nocturno. Más tarde, Anne da a luz a un hijo. El parto y el bebé le recuerdan su primer embarazo y culpa a su madre por haber renunciado a su primer bebé. Diez años después, Val hace que Anne se dé cuenta de que Faye era en realidad una gran madre, pero no tenía mucho tiempo. Anne intenta disculparse, pero tiene demasiado miedo. De repente, Faye muere. Anne se siente culpable por no haberse disculpado, pero Ward le asegura que Faye sabía lo mucho que la quería.

## Diferencias entre la película y la novela
- En la novela, Valerie es una de las gemelas. En la película, ella es una soltera.
- En la novela, el novio de Lionel, John, muere en el incendio del árbol de Navidad. En la película, muere en un accidente de coche.
- En la novela, Paul es el primer pretendiente de Lionel, con quien termina separándose. Luego, se enamora de John. Luego, en algún momento después de la muerte de John, comienza una relación con un agradable caballero cuyo nombre no se menciona. En la película, John es el primer amor de Lionel, luego conoce y se enamora de Paul.
- En la novela, el último nombre de Bill es Stein. En la película,  es O'Hara.

## Reparto
| Actor            | Personaje                  |
| ---------------- | -------------------------- |
| Jaclyn Smith     | Faye Price Thayer          |
| Michael Ontkean  | Ward Thayer                |
| Joe Flanigan     | Lionel Thayer              |
| Kristin Minter   | Valerie 'Val' Thayer       |
| Leslie Horan     | Anne Thayer (luego O'Hara) |
| Brian Krause     | Greg Thayer                |
| Tom Mason        | Bill O'Hara                |
| Joel Gretsch     | John                       |
| Paul Satterfield | Paul Steel                 |
| John Aguas       | Vincent                    |

## Producción y transmisión
El Álbum familiar fue adaptado por Karol Ann Hoeffner de la novela de 1985 del mismo nombre de Danielle Steel. Producida por Douglas S. Cramer y dirigida por Jack Bender, la miniserie de cuatro horas fue transmitida por la NBC en dos partes el 23 y 24 de octubre de 1994.

## Recepción crítica
David Hiltbrand de People escribió: "Este trillado intento de mezclar el glamour de Hollywood con los valores familiares es cosméticamente atractivo, pero debajo de ese barniz se arrastran los gusanos del artificio, la previsibilidad y la mala actuación".
Michael Watkins fue nominado para un Premio Emmy por su Destacada Cinematografía para una Miniserie o Película en 1995 para Álbum Familiar.